# Västra Torsö naturreservat
Västra Torsö naturreservat är ett naturreservat belägen på Listerlandet vid havet sydväst om Stiby i Sölvesborgs kommun.
Reservatet är skyddat sedan 2020 och omfattar 42 hektar. I reservatet finns sandtallskog, bokskog och alsumpskog.